# أوين جونز (لاعب كرة قدم)
أوين جونز (بالإنجليزية: Owen Jones)‏ (1 يوليو 1871 ببانغور في المملكة المتحدة - 23 سبتمبر 1955 في المملكة المتحدة) هو لاعب كرة قدم بريطاني (وحمل سابقاً جنسية المملكة المتحدة لبريطانيا العظمى وأيرلندا) في مركز الهجوم. شارك مع منتخب ويلز لكرة القدم. أما مع النوادي، فقد لعب مع مانشستر يونايتد ونادي بانغور سيتي ونادي كرو ألكساندرا ونادي تشورلي وEarlestown F.C. ‏ ونادي ستاليبريدج روفر.